# Pont Vell (Corçà)
El Pont Vell és una obra de Corçà (Baix Empordà) inclosa a l'Inventari del Patrimoni Arquitectònic de Catalunya.

## Descripció
Pont de Corçà, és d'un sol arc, tot de pedra i pla. Es troba en l'antic camí de l'entrada al poble. Passa per sobre del torrent Puigrodon o riera de Corçà. Afluent del Rissec, afluent del Daró

## Història
Vell pont reformat al segle xviii (D.N.CEC). Un vell pont refet al segle xviii (GEC). En el torrent de Puigrodon hi ha un vell pont de Pedra (D.E.LL.C)